# Amédée Prouvost (1877-1909)
Pour les autres membres de la famille, voir Famille Prouvost.
Amédée Prouvost est un industriel et poète français, né à Roubaix le 4 septembre 1877 et mort le 8 mai 1909 à Roubaix.

## Biographie
Amédée III Prouvost est le fils de l’industriel Amédée II Prouvost (1853-1927) et le petit-fils d’Amédée I Prouvost (1820-1885), cofondateur du Peignage Amédée Prouvost.
Il épouse Céline Lorthiois, fille de l’homme d’affaires Floris Lorthiois et de Céline Motte, et sœur de Pierre Lorthiois. Veuve, elle se remariera avec Louis Toulemonde.
Après une année à étudier les lettres à l’Université de Bonn, en Allemagne, il parcourt le monde, visitant l'Italie, l'Égypte, la Palestine, la Syrie, la Turquie, la Grèce.
Rentré à Roubaix, il retrouve l’industrie familiale.
Il se consacre aux lettres, publiant plusieurs recueil de poésies, lui valant d’être lauréat du prix Archon-Despérouses (de l'Académie française) en 1906 et de la Société des sciences, de l'agriculture et des arts de Lille.
Il collabore notamment au Beffroi, au Correspondant, à la Renaissance latine, à la Revue septentrionale, à Durendal, à la Revue de Lille, au Journal de Roubaix.
Début 1909, il contracte une phthisie pulmonaire et en meurt le 8 mai 1909.
Un monument en l'honneur d'Amédée Prouvost a été érigé dans le parc Barbieux à Roubaix.

## Œuvres
- L’Âme voyageuse (1903)
- Le Poème du Travail et du Rêve (1905)
- Sonates au clair de lune (Calmann-Lévy, 1906) - Prix Archon-Despérouses
- Conte de Noël, saynète en vers illustrée par André des Gachons (1907)
- Pages choisies et inédites, avec une préface de Jules Lemaître (Grasset, 1911)
- Nous n’irons plus au bois, fragments d’une comédie en vers

## Sources
- Chanoine Constantin Lecigne, « Amédée Prouvost », Grasset, 1911
- Adolphe van Bever, « Les poètes du terroir du XVe siècle au XXe siècle », 1920
- Gérard Walch, « Poètes d'hier et d'aujourd'hui », 1916